# ویتسفیلد (حوزه سرشماری)، ورمانت
ویتسفیلد (به انگلیسی: Waitsfield) یک منطقهٔ مسکونی در ایالات متحده آمریکا است که در Waitsfield واقع شده‌است. ویتسفیلد ۱٫۰۳ کیلومتر مربع مساحت و ۱۶۴ نفر جمعیت دارد و ۲۱۳٫۳۶ متر بالاتر از سطح دریا واقع شده‌است.